# Liquide poreux
Un liquide poreux est un liquide capable d'absorber un volume important de gaz, dans de grosses molécules creuses ou dans des particules de solide poreux. Diverses applications sont envisagées, notamment pour le captage du dioxyde de carbone,, le transport de dioxygène (l'oxygénation du sang) et l'extraction de polluants.
On distingue quatre types de liquides poreux, :
- les liquides poreux de type I, entièrement constitués de molécules creuses ;
- les liquides poreux de type II, constitués de molécules creuses dissoutes dans un solvant dont les molécules sont trop volumineuses pour entrer dans les cavités ;
- les liquides poreux de type III, constitués de particules solides poreuses dispersées dans un liquide ;
- les liquides poreux de type IV, entièrement constitués de particules solides (éventuellement déformables mais restant poreuses), de fait des solides poreux gardant leur porosité à l'état fondu.

## Histoire
Les molécules creuses sont connues depuis la fin des années 1950 (calixarènes), et ont été beaucoup étudiées dans les années 1970 (cyclodextrines) et 1980 (cucurbituriles, calixarènes, cryptophanes, etc.).
Le terme porous liquids (« liquides poreux ») est forgé en 2007 (pour des liquides de type II) par Stuart James et son équipe de l'université de Belfast, qui sont aussi les premiers à envisager leurs usages possibles. L'intérêt de tels matériaux est de combiner la capacité des solides poreux à stocker des gaz, séparer des fluides et faire réagir des composés chimiques, avec la facilité du stockage (dans des réservoirs), du transport (dans des canalisations), de l'homogénéisation et du chauffage des liquides.
Le premier liquide poreux de type III est réalisé en 2014 par une équipe chinoise. Les particules solides, constituées de ZIF-8 (pour zeolitic imidazolate framework), un MOF zéolithique, sont dispersées dans un liquide à base de glycérol. Les pores ont un diamètre d'environ 3,4 Å alors que les molécules du liquide sont un peu plus grandes (environ 4,5 Å). Ce liquide poreux, opaque et blanc, peut absorber de grandes quantités de gaz (N2, CO2, etc.).
Le premier liquide poreux de type IV est réalisé en 2014, à base de sphères creuses dont la paroi est constituée de silice microporeuse et la surface traitée par de l'organosilane.
Le premier liquide poreux de type II est réalisé en 2015 à l'aide de molécules-cages de forme octaédrique. Les vides occupent près de 1 % du volume total, et sont facilement remplis par du méthane.

## Applications
Les premières applications en vue desquelles des liquides poreux ont été développés concernent la capture, la purification et la transformation des gaz présents dans un milieu, notamment l'extraction du dioxyde de carbone des fumées industrielles. Un liquide poreux constitué de ZIF-67 (en) et d'un liquide ionique, obtenu en 2022, est ainsi capable d'absorber, à une pression partielle de 1 atm, 44 g de CO2 pour 100 g de liquide, soit environ dix fois plus que l'éthanolamine utilisée à l'échelle industrielle dans les années 2020. De même, une suspension colloïdale de zéolithe ZSM-5 dans l'eau dissout jusqu'à onze fois plus de dioxygène que l'eau pure, soit quatre fois plus que le sang, ce qui permet d'envisager diverses applications biomédicales (substitut sanguin, conservation d'organes en attente de transplantation ou réoxygénation de plongeurs victimes d'un accident de décompression, notamment).
En choisissant finement ses constituants, on peut adapter la taille des cavités et les propriétés physicochimiques d'un liquide poreux afin qu'il extraie sélectivement un gaz d'un mélange. On a ainsi atteint des rapports d'absorption CO2/CH3 et CO2/N2 de l'ordre de 100. D'autres applications envisagées en chimie sont l'imprégnation de polymères pour améliorer la sélectivité des membranes filtrantes, la purification des mélanges d'hydrocarbures, l'extraction de composés polluants et la transformation sélective de composés complexes.